# Mastitis
|  | Denne artikel er oprettet af botten Steenthbot ud fra en ekstern database. Den kan derfor have sproglige fejl eller mangler. Denne skabelon kan fjernes efter kontrol af indholdet. |

Mastitis er en dansk dokumentarfilm fra 1966 instrueret af Ole Simonsen og efter manuskript af Knud Jørgensen, Peter Annel og Lars K. Bendtsen.

## Handling
Informationsfilm om yverbetændelse - mastitis. En gennemgang af mastitisformer, deres udbredelse og økonomiske betydning i kvægholdet samt forholdsregler vedrørende bekæmpelse af sygdommen.